# SN 185
SN 185 là một sự kiện thiên văn học biến đổi tức thời được quan sát thấy trong năm 185, có khả năng là một siêu tân tinh. Sự kiện thiên văn thoáng qua này xảy ra theo hướng Alpha Centauri, giữa các chòm sao Viên Quy và Nhân Mã, tập trung tại RA 14h 43m Dec −62° 30′, trong chòm sao Nhân Mã. Ngôi sao khách mới này đã được các nhà thiên văn học Trung Quốc quan sát và ghi chép lại trong sách Hậu Hán Thư, và có thể đã được nhắc đến trong văn học La Mã. Nó vẫn có thể nhìn thấy trên bầu trời đêm trong khoảng tám tháng. Đây được cho là siêu tân tinh đầu tiên có bản ghi tồn tại.
Ghi chép sau đây bởi người Trung Quốc về siêu tân tinh:
Năm thứ hai, niên hiệu Trung Bình [中平], tháng thứ 10, vào ngày Quý Hợi [7 tháng 12], một ngôi sao kỳ lạ xuất hiện ở giữa Nam Môn [nhóm sao (asterism) có chứa Alpha Centauri]. Nó giống như một tấm thảm tre lớn. Nó hiển thị năm màu, vừa dễ chịu vừa ngược lại. Nó dần dần giảm đi. Vào tháng thứ 6 của năm kế tiếp nó biến mất.
Vỏ khí RCW 86 có lẽ là tàn dư siêu tân tinh của sự kiện này và có kích thước góc tương đối lớn khoảng 45 arc phút (lớn hơn kích thước mặt trăng tròn thay đổi từ 29 đến 34 phút). Khoảng cách đến RCW 86 được ước tính là 2,800 parsec (9.100 năm ánh sáng). Các nghiên cứu tia X gần đây cho thấy một sự phù hợp tốt với tuổi dự kiến.
Các quan sát hồng ngoại từ Kính viễn vọng Không gian Spitzer của NASA và WISE cho thấy siêu tân tinh đã xảy ra như thế nào và sự tan vỡ của nó cuối cùng đã lan rộng ra những khoảng cách xa như thế nào. Những phát hiện này cho thấy vụ nổ sao nói trên đã xảy ra trong một vùng không gian sạch khí gas và bụi. Do đó, vụ nổ có thể phát đi xa hơn và nhanh hơn so với dự kiến.

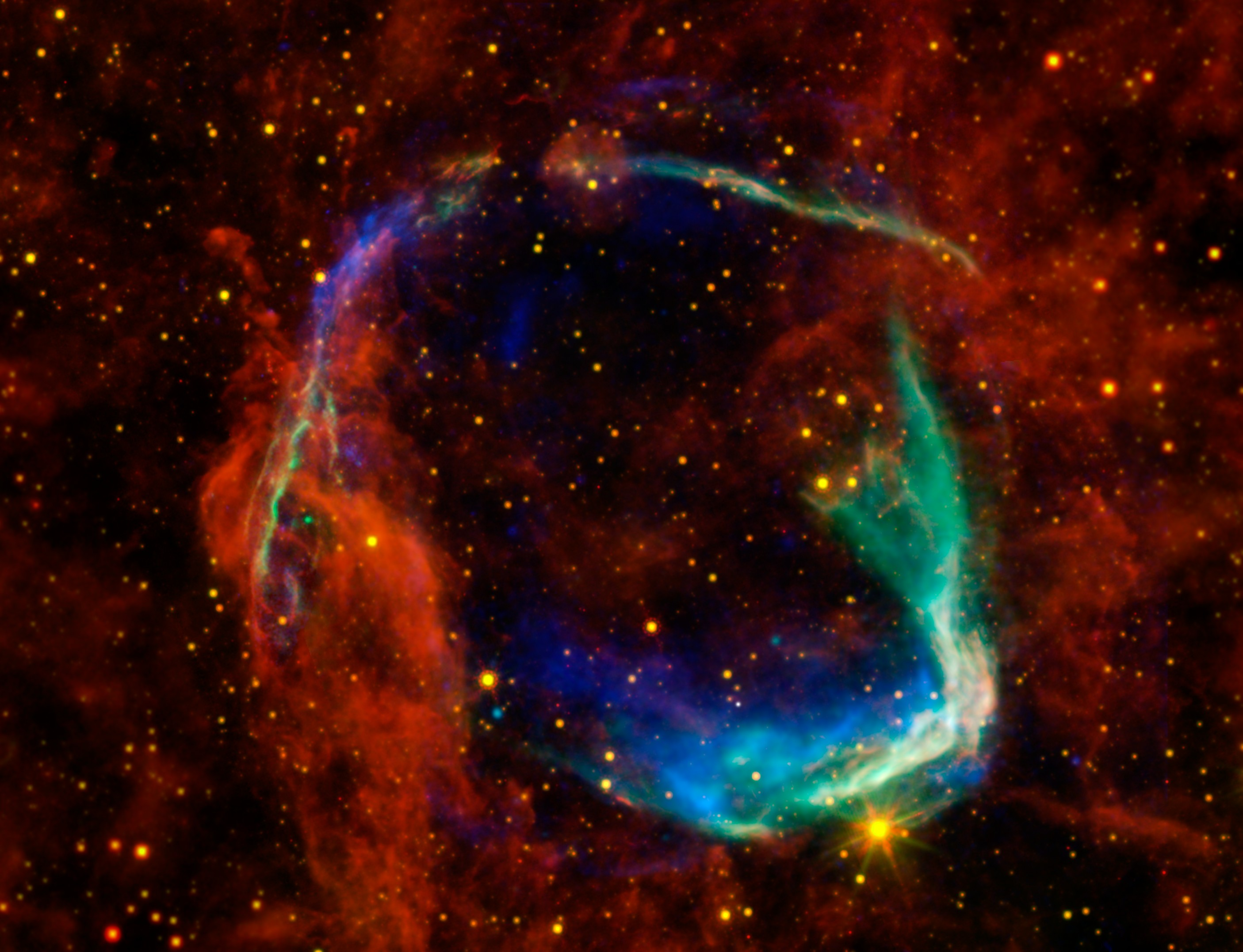
Hình ảnh hồng ngoại từ Kính viễn vọng Không gian Spitzer của NASA và WISE được kết hợp với dữ liệu X quang từ Đài quan sát tia X Chandra và Đài quan sát XMM-Newton của ESA trong hình ảnh này RCW 86.